# Seznam představitelů Rwandy
Toto je seznam představitelů Rwandy, tedy všech jejích prezidentů a premiérů:

## Seznam prezidentů
| Funkční období                             | Úřadující                                                      | Etnická příslušnost | Politická příslušnost                                                             |
| ------------------------------------------ | -------------------------------------------------------------- | ------------------- | --------------------------------------------------------------------------------- |
| Rwandská republika (součást Ruanda-Urundi) |                                                                |                     |                                                                                   |
| 28. ledna 1961 – 26. října 1961            | Dominique Mbonyumutwa, prezident                               | Hutu                | Parmehutu                                                                         |
| 26. října 1961 – 1. července 1962          | Grégoire Kayibanda, prezident                                  | Hutu                | Parmehutu                                                                         |
| Rwandská republika (nezávislý stát)        |                                                                |                     |                                                                                   |
| 1. července 1962 – 5. července 1973        | Grégoire Kayibanda, prezident                                  | Hutu                | Parmehutu                                                                         |
| 5. července 1973 – 1. srpna 1973           | Juvénal Habyarimana, předseda Výboru pro mír a národní jednotu | Hutu                | Rwandské obranné síly                                                             |
| 1. srpna 1973 – 6. dubna 1994              | Juvénal Habyarimana, prezident                                 | Hutu                | Rwandské obranné síly / Národní republikánské hnutí za demokracii a rozvoj (MRND) |
| 8. dubna 1994 – 19. července 1994          | Théodore Sindikubwabo, prozatímní prezident                    | Hutu                | Národní republikánské hnutí za demokracii a rozvoj (MRND)                         |
| 19. července 1994 – 23. března 2000        | Pasteur Bizimungu, prezident                                   | Hutu                | Rwandská vlastenecká fronta (RPF)                                                 |
| od 24. března 2000                         | Paul Kagame, prezident                                         | Tutsi               | Rwandská vlastenecká fronta (RPF)                                                 |

## Seznam premiérů
| Funkční období                                     | Úřadující               | Etnická příslušnost | Politická příslušnost                                     |
| -------------------------------------------------- | ----------------------- | ------------------- | --------------------------------------------------------- |
| Rwandská republika (součást Ruanda-Urundi)         |                         |                     |                                                           |
| 28. ledna 1961 – 1. července 1962                  | Grégoire Kayibanda      | Hutu                | Parmehutu                                                 |
| Rwandská republika (nezávislý stát)                |                         |                     |                                                           |
| funkce zrušena (1. července 1962 – 12. října 1991) |                         |                     |                                                           |
| 12. října 1991 – 2. dubna 1992                     | Sylvestre Nsanzimana    | Hutu                | Národní republikánské hnutí za demokracii a rozvoj (MRND) |
| 2. dubna 1992 – 18. července 1993                  | Dismas Nsengiyaremye    | Hutu                | Demokratické republikánské hnutí (MDR)                    |
| 18. července 1993 – 7. dubna 1994                  | Agathe Uwilingiyimana   | Hutu                | Demokratické republikánské hnutí (MDR)                    |
| 9. dubna 1994 – 19. července 1994                  | Jean Kambanda           | Hutu                | Demokratické republikánské hnutí (MDR)                    |
| 19. července 1994 – 31. srpna 1995                 | Faustin Twagiramungu    | Hutu                | Demokratické republikánské hnutí (MDR)                    |
| 31. srpna 1995 – 8. března 2000                    | Pierre-Célestin Rwigema | Hutu                | Demokratické republikánské hnutí (MDR)                    |
| 8. března 2000 – 7. srpna 2011                     | Bernard Makuza          | Hutu                | Demokratické republikánské hnutí (MDR) / nestranný        |
| 7. října 2011 – 24. července 2014                  | Pierre Habumuremyi      | Hutu                | Rwandská vlastenecká fronta (RPF)                         |
| od 24. července 2014                               | Anastase Murekezi       | Hutu                | Sociálně demokratická strana (PSD)                        |